# Ōami-Shirasato
Ōami-Shirasato (japanisch 大網白里市, -shi) ist eine Stadt in der Präfektur Chiba in Japan. Die Stadt grenzt an den Pazifischen Ozean.

## Geschichte
Im Mittelalter gehörte Ōami zum Gebiet der Sakai, die auf der Burg Toke residierten. In der Edo-Zeit wohnten Hatamoto dort. Der Ort blühte mit seinem Markt, der als „Rokusai ichiba“ (六斎市場) sechsmal im Monat abgehalten wurde.
Die Stadt (-machi) Ōami und die Dörfer (-mura) Shirasato und Masuho wurden während der Unterteilung des Landkreises Yamabe der Präfektur Chiba in Gemeinden am 1. April 1889 geschaffen. 1897 wurde der Kreis Yamabe mit Musa zum Landkreis Sambu/Sanbu zusammengelegt. 1935 wurde Shirasato zur Stadt erhoben. Ōami expandierte 1951 durch Eingliederung der angrenzenden Dörfer Yamane und Mizuho.
Die Städte Ōami, Shirasato und das Dorf Masuho fusionierten 1954 zur Stadt Ōami-Shirasato (大網白里町 Ōami-Shirasato-machi). 1957 kam ein Teil des Ortsteils Shimizu der Stadt Honnō aus dem Kreis Chōsei im Zuge einer Grenzbereinigung hinzu. 2013 wurde Ōami-Shirasato zur -shi, also kreisfrei.

## Geographie
Die Stadt liegt am Südostrand des Bōsō-Hügellandes. Ihr Vorland dehnt sich (unbebaut) bis zum Pazifik aus, wo sie den „99-Meilen-Strand“ (九十九里浜, Kujūkuri-hama) erreicht.

## Söhne und Töchter der Stadt
- Misaki Doi (* 1991), Tennisspielerin
- Keijiro Matsumoto, Baseballspieler
- Aya Miyama (* 1985), Fußballspielerin

## Verkehr

### Eisenbahn
- Sotobō-Linie
- Tōgane-Linie
- Bahnhof: Ōami

### Fernstraßen
- Nationalstraße 128
- Nationalstraße 409

## Städtepartnerschaft
Nakanojō, Präfektur Gunma, (1979)

## Angrenzende Städte
- Chiba (Midori-ku)
- Tōgane
- Mobara
- Kujūkuri
- Shirako